# Jacques Bergier
Jacques Bergier, född 8 augusti 1912 i Odessa, död 23 november 1978 i Paris, var en kemiingenjör och författare. Tillsammans med Louis Pauwels skrev han boken Le Matin des Magiciens, publicerad i Frankrike 1960. På svenska utgavs den 1969 under titeln Vår fantastiska värld.
Hergé baserade sin figur Mik Ezdanitoff på Bergier i Tintinalbumet Plan 714 till Sydney (1968).